# Jordy Bouts
Jordy Bouts (8 augustus 1996) is een Belgisch wegwielrenner die anno 2025 rijdt voor Swatt Club Racing Team.
Bouts werd in 2019 tweede in het eindklassement van de Franse wielerkoers de Ronde van de Mirabelle. In 2020 ging hij rijden voor de wielerploeg Tarteletto-Isorex na een jaar te hebben gereden voor deze ploeg maakte hij in 2021 de overstap naar BEAT Cycling.

## Ploegen
- 2020 –  Tarteletto-Isorex
- 2021 –  BEAT Cycling
- 2022 –  BEAT Cycling
- 2023 –  TDT-Unibet
- 2024 –  TDT-Unibet
- 2025 –  Swatt Club Racing Team[1]

Tietema · Bloem · Budding · de Vries · Inkelaar · Toussaint · Bomboi · Bouts · Loockx (vanaf 1/10) · Stockman · Vandevelde · Kopecký · Tanfield
Bloem · Bomboi · Bouts · Budding · Christophersen · de Vries · Geleijn · Huens · Huyet · Inkelaar · Johannink · Kopecký · Kyffin · Loockx · Maire · Nielsen · Paige · Pedersen · Stockman · Stokbro · Ťoupalík